# ثامار

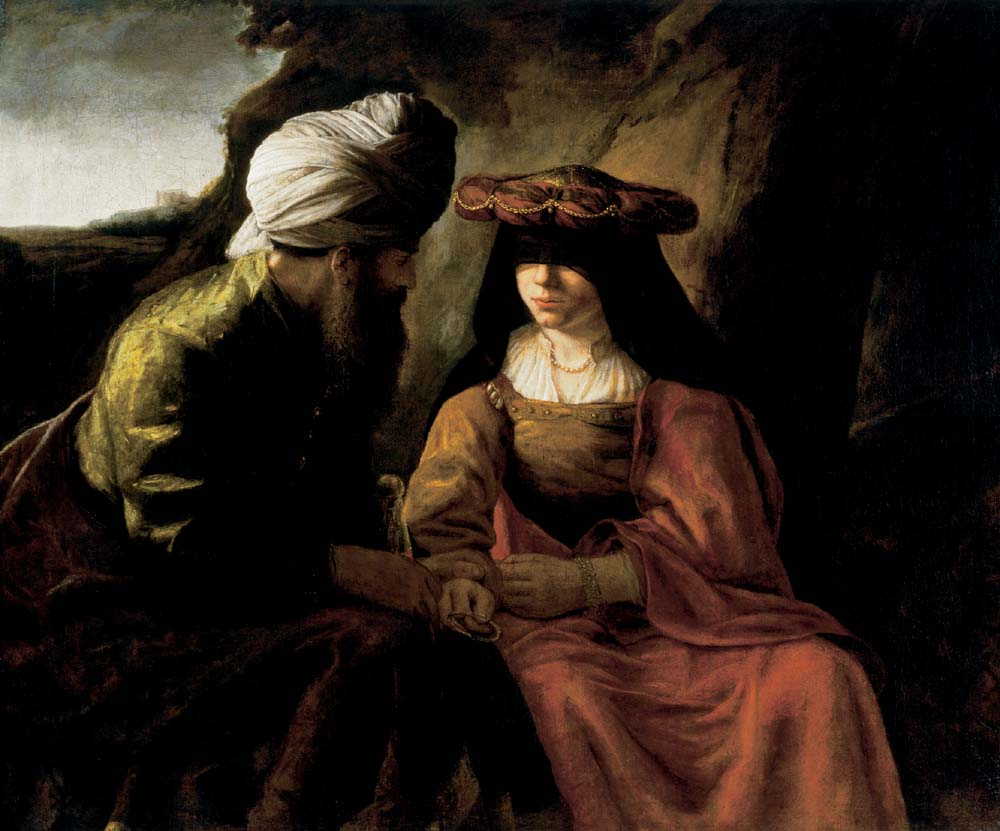
لوحة لرامبرانت تمثل يهوذا مع ثامار

ثامار أو تامار (بالعبرية: תָּמָר) معنى اسمها النخلة هي شخصية ذكرت في التوراة في سفر التكوين في الكتاب المقدس من أصل كنعاني، ذكرت ثامار أنها تزوجت من ابن يهوذا الأكبر والذي كان اسمه عير لكن بسبب خطاياه كما ذكر في الكتاب المقدس توفي وثم زوجها يهوذا لشقيقه الأصغر أوثان والذي مات أيضاً بسبب خطاياه كما ذكر، ثم أراد يهوذا أن يزوجها من من آخر أبنائه شيلة الا أنه خاف أن يموت أيضاً حيث ساد اعتقاد لعنة ثامار عليه، فطلب منها يهوذا أن تعود إلى بيتها، وإذ كان يهوذا صاعدًا إلى تمنة ليجز غنمه، خلعت ثامار ثياب ترملها وتغطت ببرقع وجلست في مدخل عينايم التي على طريق تمنة، وإذ حسبها يهوذا زانية دخل عليها بعد أن قدم لها خاتمه وعصاه رهنًا حتى يرسل لها جدي معزي من الغنم. وإذ أرسل يهوذا جدي المعزي لم يجدها الرسول فرده إلى يهوذا. وبعد ثلاثة أشهر أُخبر يهوذا بأن ثامار حامل، فقال يهوذا: أخرجوها فتحرق، أما هي فأخرجت الخاتم والعصا، وإذ تحققهما يهوذا أدرك خطأه، فقال: "هي أبر مني، لم أعطها لشيلة ابني"، ثم طلب يهوذا استشارة أبيه يعقوب فقرر الزواج من ثامار وأنجب منها فارص الذي يعتبر أحد أجداد المسيح بالإضافة إلى توأمه زارح.